# NGC 4097
NGC 4097 ist eine linsenförmige Galaxie vom Hubble-Typ S0 im Sternbild Großer Bär. Sie ist schätzungsweise 282 Millionen Lichtjahre von der Milchstraße entfernt.
Das Objekt wurde am 1. Mai 1785 von Wilhelm Herschel entdeckt.